# Roca Plana (Veciana)
El Roca Plana és una muntanya de 702 metres que es troba al municipi de Veciana, a la comarca de l'Anoia.